# Satz von Leibniz

Schwerpunktsatz von Leibniz für das Dreieck

Der Satz von Leibniz ist ein mathematischer Lehrsatz, welcher innerhalb der ebenen Geometrie angesiedelt ist und Gottfried Wilhelm Leibniz zugerechnet wird. Er gibt eine allgemeine Formel an, welche insbesondere erlaubt, in der euklidischen Ebene für einen gegebenen Punkt und ein gegebenes Dreieck die Abstände des Punktes von den Eckpunkten in Beziehung zu setzen zu den Abständen der Eckpunkte vom Schwerpunkt.

## Formulierung des Satzes
Der Satz besagt folgendes:
In der reellen Koordinatenebene {\displaystyle {\mathbb {R} }^{2}} seien vier Punkte {\displaystyle A,B,C,P} gegeben.
Dabei habe der Punkt {\displaystyle P} in Bezug auf die Punkte {\displaystyle A,B,C} die affine Darstellung
{\displaystyle P=\alpha A+\beta B+\gamma C} mit {\displaystyle \alpha ,\beta ,\gamma \in \mathbb {R} \;,\;\alpha +\beta +\gamma =1} .
 Es sei {\displaystyle X} ein weiterer beliebiger Punkt der reellen Koordinatenebene.
Dann gilt die Identität:
(1) {\displaystyle \alpha \cdot |A-X|^{2}+\beta \cdot |B-X|^{2}+\gamma \cdot |C-X|^{2}-|P-X|^{2}=\alpha \cdot |A-P|^{2}+\beta \cdot |B-P|^{2}+\gamma \cdot |C-P|^{2}}
Ist insbesondere {\displaystyle P} der Schwerpunkt des von den Punkten {\displaystyle A,B,C} gebildeten Dreiecks {\displaystyle \Delta =\Delta _{ABC}}, ist also {\displaystyle P=S=S_{\Delta }} mit {\displaystyle \alpha =\beta =\gamma ={\frac {1}{3}}}, so gilt sogar
(2) {\displaystyle |A-X|^{2}+|B-X|^{2}+|C-X|^{2}=3\cdot |S-X|^{2}+|A-S|^{2}+|B-S|^{2}+|C-S|^{2}} .

### Hinweis zur Herleitung des Satzes
Der Satz gestattet eine einfache rein rechnerische Herleitung unter Benutzung des reellen Skalarprodukts, indem mehrfach die binomische Identitätsgleichung
{\displaystyle |X-Y|^{2}=|X|^{2}-2\cdot \langle X\;,\;Y\rangle +|Y|^{2}\;\;(X,Y\in {\mathbb {R} }^{n},\;n\in \mathbb {N} )}
angewandt wird.

### Folgerung
Der obige zweite Teil des leibnizschen Satzes zieht unmittelbar die folgende Charakterisierung des Schwerpunkts eines Dreiecks nach sich, welche dem italienischen Mathematiker Giulio Carlo Fagnano zugerechnet und unter dem Stichwort Fagnanoscher Schwerpunktsatz genannt wird:
Der Schwerpunkt eines Dreiecks {\displaystyle \Delta =\Delta _{ABC}} ist derjenige Punkt {\displaystyle X_{0}} der Ebene, in welchem die Summe der Quadrate der Abstände zu den drei Eckpunkten
{\displaystyle |A-X_{0}|^{2}+|B-X_{0}|^{2}+|C-X_{0}|^{2}}
 den kleinsten Wert annimmt.

## Anmerkung
In Heinrich Dörries Mathematische Miniaturen wird eine analoge Gleichung über den Schwerpunkt eines Tetraeders formuliert. Im dortigen Register werden die beiden Gleichungen von Dörrie als Leibniz' Schwerpunktsätze bezeichnet.